# ブラン島
ブラン島（インドネシア語: Pulau Bulan）はリアウ諸島に属し、バタム島の南西2.5kmの位置にある島。100km2ほどの面積を持つ。インドネシアリアウ諸島州に属しておりシジョリー・グロース・トライアングルと呼ばれる高成長地帯の中に存在する。これらの島との間の水路は浅く、陸地化によって島同士を接続することが可能とされる。
島全体がサリム・グループ子会社のインドティルタスアカ社（PT Indo Tirta Suaka）によって運営されている。インドティルタスアカ社は養豚を行っているほか、ワニや蘭の生産なども行っている。

## 註
1. ↑  Bida Website Archived 2007年10月11日, at the Wayback Machine.
2. ↑  Nazeer, Zubaidah; Chen, Grace (2013年9月17日). “Pork Supply in S'pore safe, as strike ends at Indonesian Farm”. ザ・ストレーツ・タイムズ 2014年4月18日閲覧。
3. ↑  Fadil (2009年10月17日). “Foreign firms interest in managing islands near Batam”. ザ・ジャカルタ・ポスト（英語版） 2014年4月18日閲覧。